# Газоперерабатывающий завод
Газоперерабатывающий завод (ГПЗ) — промышленное предприятие, которое занимается переработкой природного или попутного газа с целью получения нефтехимических продуктов с высокой добавленной стоимостью (полимеры, пластики, каучуки, растворители, лакокрасочная продукция и т. д.).
Также ГПЗ может специализироваться на выпуске одного ценного продукта, например гелия.

## Технологическая схема
Типовая схема ГПЗ включает узлы очистки, сепарации, фракционирования, пиролиза и полимеризации.

## Сырье
Основным сырьем ГПЗ является природный или попутный газ, в составе которых находятся неорганические (азот, углекислый газ, сероводород, гелий) и органические (алканы, алкены) компоненты, причем органические заметно преобладают.

## Продукция
Спектр выпускаемой на ГПЗ продукции может быть довольно широким и включать десятки наименований.
Основная продукция:
- Базовые полимеры
- Пластики
- Каучуки
- Сера (серная кислота)
- Гелий
- Сухой осушенный газ
- Бензин газовый стабильный

## Крупнейшие ГПЗ России
- Амурский ГПЗ
- Оренбургский ГПЗ
- Астраханский ГПЗ
- Южно-Приобский ГПЗ